# COM LAG (2plus2isfive)
COM LAG (2plus2isfive) är en EP av det brittiska bandet Radiohead, utgiven i mars 2004.

## Låtlista
Alla låtar är komponerade av Radiohead.
| Nr  | Titel                                                       | Längd |
| --- | ----------------------------------------------------------- | ----- |
| 1.  | 2 + 2 = 5 (live vid Earls Court, London, England, 26/11/03) | 3:34  |
| 2.  | Remyxomatosis (Cristian Vogel RMX)                          | 5:08  |
| 3.  | I Will (Los Angeles version)                                | 2:13  |
| 4.  | Paperbag Writer                                             | 3:58  |
| 5.  | I Am a Wicked Child                                         | 3:05  |
| 6.  | I Am Citizen Insane                                         | 3:32  |
| 7.  | Skttrbrain (Four Tet RMX)                                   | 4:26  |
| 8.  | Gagging Order                                               | 3:35  |
| 9.  | Fog (Again) (live)                                          | 2:19  |
| 10. | Where Bluebirds Fly                                         | 4:23  |